# Mavo

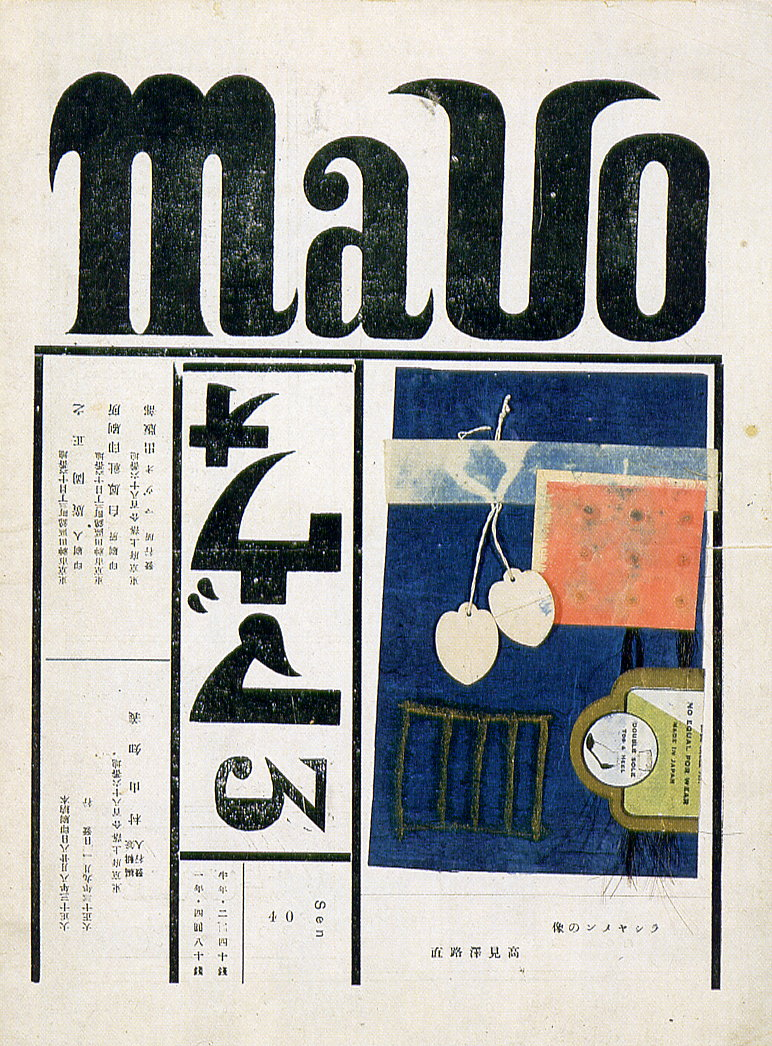
Couverture de Mavo n° 3.

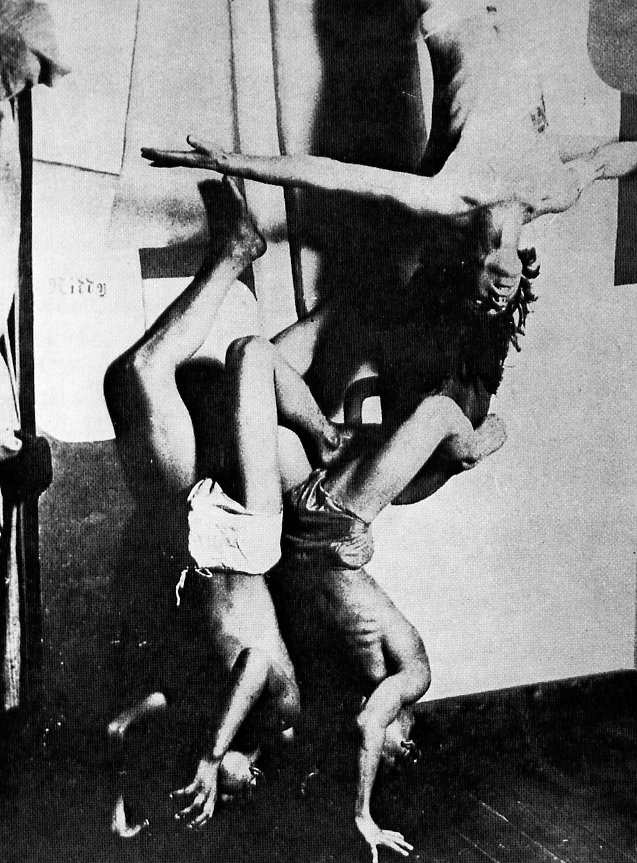
Danse de Mavo.

Mavo (マヴォ) est un mouvement artistique radical japonais des années 1920.  

## Caractéristiques
Fondé en 1923, en tant que ré-institution de l'Association japonaise des artistes futuristes, le groupe d'artistes anarchistes a organisé une exposition en plein air dans le Parc d'Ueno à Tokyo pour protester contre le conservatisme dans le monde de l'art japonais. Le chef du groupe est Tomoyoshi Murayama (1901 - 1977). Le mouvement artistique réalisa des performances, des peintures, des illustrations, ainsi que des œuvres 'architecture, et défendit un message anti-establishment pour le grand public. En réponse au développement industriel, Mavo créée des œuvres à propos de la crise, des risques et incertitudes de l’époque. L'historienne de l'art, Gennifer Weisenfeld a écrit que Mavo a cherché à intégrer l'art dans la vie quotidienne. Parmi les artistes impliqués dans le mouvement, on compte Masamu Yanase, Kamenosuke Ogata, Shuzo Oura et Shinro Kadowaki, et, plus tard, Osamu Shibuya, Shuichiro Kinoshita, Iwane Sumiya, Tatsuo Okada, Michinao Takamizawa, Kimimaro Yabashi, Tatsuo Todai, Masao Kato et Kyojiro Haiwara, entre autres,. Les artistes “Mavoïstes” ont cherché à perturber ou à brouiller les frontières entre l'art et la vie quotidienne. Ils se sont rebellés contre les institutions culturelles en combinant des produits industriels avec de la peinture ou des techniques de gravure, généralement en adoptant l'esprit du collage. Leurs performances consistaient en manifestations contre l'injustice sociale mêlées d'érotisme théâtral, qui se moquaient  de la morale du temps.

## Takamizawa Michinao et Tomoyoshi Murayama
Au cours de l'exposition de 1923, Takamizawa Michinao, un des membres de Mavo, a jeté des pierres en guise de protestation, vers un bâtiment qui abritait une exposition d'œuvres d'art organisée par la Nika-kai (La Deuxième Société). Nika-kai avait été créée en 1914 pour s'opposer à l'organisation Bunten, et au Ministère de l'Éducation. Murayama Tomoyoshi avait passé l’année 1922 à Berlin, où il s'était familiarisé avec la peinture satirique de George Grosz, l'art abstrait spirituel de Vassily Kandinsky, les œuvres constructivistes de Lazar Lissitzky, et les sculptures d'Alexander Archipenko. En tant que leader culturel et figure publique, Murayama avait une personnalité assurée et flamboyante, une présence physique androgyne, une coiffure en bob, et il posait pour les photos plus ou moins déshabillé.

## Magazine
Tatsuo Okada et Tomoyoshi Murayama ont édité le magazine Mavo, qui a duré sept numéros entre juillet 1924 et août 1925. La revue contenait des essais sur le développement socio-culturel de l'art, des poésies et des textes de théâtre. Elle était illustrée de linogravures originales et de reproductions photographiques d'œuvres d'art visuel, souvent des œuvres des  membres du groupe. La réutilisation et le recyclage d'un projet à un autre sont une des marques de fabrique du groupe.

## Livres d'artistes
Plusieurs membres du groupe ont publié à petit tirage des livres d'artistes, par exemple Shikei senkoku (Peine de Mort) de Hagiwara Kyojiro, une anthologie de poésie visuelle publiée en 1925, illustrée par Mavo, Tsubame no sho (Le Livre Hirondelle) de Ernst Toller, illustré par Tatsuo Okada et traduit par Tomoyoshi Murayama (1925), et Aozameta douteikyo, (Les Folles Pensées de la Vierge Pâle), de Hideo Saito, publié en 1926 et illustré par Tatsuo Okada.